# Арве-Туве, Казимир
Жан Морис Казимир Арве-Туве (фр. Jean Maurice Casimir Arvet-Touvet; 1841—1913) — французский ботаник, специалист по систематике рода Ястребинка.

## Биография
Казимир Арве-Туве родился 4 марта 1841 года в коммуне Жьер в семье Жана-Мориса Арве-Туве (1808—1858) и Мари Корнье (1812—1891). Учился в семинарии Рондо в Гренобле, однако после смерти отца в 1858 году был вынужден покинуть её. В свободное время Арве-Туве занимался ботаникой, стал специалистом по флоре провинции Дофине. В 1871 году Казимир издал работу Essai sur les plantes du Dauphiné. С 1880 года Казимир Арве-Туве стал активно изучать таксономию рода Ястребинка. Вместе с Гастоном Готье (1841—1911) он исследовал флору ястребинок Пиреней и Иберийского полуострова. После смерти Готье, в 1913 году, Арве-Туве издал книгу Hieraciorum praesertim Galliae et Hispanica systematicus. Казимир Арве-Туве скончался 4 марта 1913 года в коммуне Жьер.

## Некоторые научные работы
- Les Hiercaium des Alpes françaises (1888)
- Hieraciorum praesertim Galliae et Hispanica systematicus (1913)

## Растения, названные в честь К. Арве-Туве
- Hieracium arvet-touvetianum H.Lév., 1917
- Hieracium arvetii Verl., 1879
- Pinguicula arvetii Genty, 1891
- Euphrasia arveti Sennen, 1927